# Orathanadu
Orathanadu (Tamil: ஒரத்தநாடு Orattanāṭu [ˈorʌt̪əˌnaːɖɯ]) oder Mukthambalpuram (Tamil: முத்தம்பாள்புரம் Muttampāḷpuram [ˈmut̪ːambaːɭˌpurʌm]) ist eine Stadt im indischen Bundesstaat Tamil Nadu. Die Einwohnerzahl beträgt rund 10.000 (Volkszählung 2011).
Orathanadu liegt am Rande des Kaveri-Deltas im Distrikt Thanjavur 23 Kilometer südlich der Distrikthauptstadt Thanjavur. Die Entfernung nach Chennai (Madras), der Hauptstadt Tamil Nadus, beträgt 400 Kilometer. Orathanadu ist Hauptort des Taluks Orathanadu.
82 Prozent der Einwohner Orathanadus sind Hindus, 14 Prozent sind Muslime und 4 Prozent Christen. Die Hauptsprache ist, wie in ganz Tamil Nadu, Tamil, das von 99 Prozent der Bevölkerung als Muttersprache gesprochen wird.